# Comisar
Comisar (din limba rusă:комисса́р) a fost un titlu oficial folosit în  Rusia post revoluționară și în Uniunea Sovietică. Titlul a fost asociat cu un număr mare de funcții politice și militare în guvernul bolșevic.  Pe durata războiului civil rus, membrii Armatei Albe au folosit pe larg termenele colective bolșevici și comisari pentru oponeții lor. 
Sunt două titluri bine cunoscute: Comisar al poporului (membru al guvernului) și Comisar politic (ofițer politic în armată).
(Vezi și articolul despre filmul Comisar).